# A Noite (filme)
A Noite  (La notte) é um filme ítalo-francês de 1961, do gênero drama, dirigido por Michelangelo Antonioni.
Segunda parte da trilogia não oficial de Antonioni sobre alienação, solidão e a incomunicabilidade entre as pessoas na sociedade moderna, as outras partes da trilogia são compostas por A Aventura e L'eclisse.

## Sinopse
O filme acompanha um dia na vida de um casal (interpretados por Marcello Mastroianni e Jeanne Moreau) que são convidados para passar uma noite em uma festa de amigos burgueses, durante a festa, o vazio e desgasto emocional existente entre o casal é intensificado. 

## Elenco
- Marcello Mastroianni.... Giovanni Pontano
- Jeanne Moreau.... Lidia
- Monica Vitti.... Valentina Gherardini
- Bernhard Wicki.... Tommaso Garani
- Rosy Mazzacurati.... Rosy
- Maria Pia Luzi.... paciente
- Guido A. Marsan.... Fanti

## Principais prêmios e indicações
Festival de Berlim 1961 (Alemanha)
- Recebeu o Leão de Ouro (melhor filme).

Prêmio David 1961 (Itália)
- Venceu na categoria de melhor diretor (Michelangelo Antonioni).